# Alsophila foedata
Alsophila foedata är en fjärilsart som beskrevs av Inoue 1944. Alsophila foedata ingår i släktet Alsophila och familjen mätare. Inga underarter finns listade i Catalogue of Life.